# 安田権守
安田 権守（やすだ こんす、1993年4月19日 - ）は、日本の埼玉県さいたま市出身の元プロ野球選手（外野手）。韓国名は安 権守（アン・グォンス、韓: 안권수）。在日韓国人3世である。

## 経歴

### 東京メッツ時代まで
幼少期から水泳に打ち込み、さいたま市立高砂小学校5年生のときには韓国の全国少年体育大会の水泳自由形に出場し、3位入賞を果たしている。小学6年生のときに野球部に体験入部したところ監督に才能を見出され、ヤクルトスワローズジュニアの選抜選手となり、2005年の第1回NPB12球団ジュニアトーナメントの優勝メンバーとなった。
さいたま市立岸中学校進学後は「浦和リトルシニア」に所属。2008年の第14回日本リトルシニア野球全国選抜大会のベスト8のメンバーとなった。中学時代は元阪急ブレーブスの松永浩美が塾長を務める「M.B.A 松永少年野球教室」に通っていた。
早稲田実業高校に在籍していた2009年は1年生の時からレギュラーの座を獲得した。主にポジションは中堅手として起用された。高校2年生の2010年に、第92回全国高等学校野球選手権大会に出場する。ポジションは中堅手で打順は3番、ベンチで験担ぎに腕立て伏せをおこなう姿から「腕立て王子」という呼び名もつけられた。甲子園大会に出場したのはこの2年生の時のみで、甲子園通算記録は3試合に出場して15打数6安打4打点0盗塁。同年秋からは主将に任命された。2011年の全国高等学校野球選手権西東京大会では打率.573を記録した。
卒業後は早稲田大学に進学して野球部に所属。1年春の早慶戦から先発出場するものの、部内の上下関係が肌に合わず、1年夏に退部。東京六大学野球リーグでの出場記録は5試合で、3打数1安打。退部後は自らチームを探し、早稲田大学に在籍したままクラブチームのTOKYO METSに所属した。

### 日本独立リーグ時代
2013年にベースボール・チャレンジ・リーグ（ルートインBCリーグ）の群馬ダイヤモンドペガサスからリーグのドラフトで指名され、大学3年生時の2014年に入団した。同年は4本塁打をマークし、打率.351、リーグ3位となる長打率.498と結果を残し、ベストナインに選出された。
同年オフ、武蔵ヒートベアーズおよび福島ホープスの加入に伴う分配ドラフトで「地元枠」として武蔵から指名を受けて、入団する。武蔵では打率が.288に下落、本塁打も0に終わり、初年度の2015年限りで退団した。BCリーグでプレーしながら学業も両立させ、4年で早稲田大学を卒業したが、結局NPBのドラフト会議では指名を受けられなかった。

### カナフレックス時代
大学卒業後は建材メーカーのカナフレックスコーポレーションに入社、同社硬式野球部（滋賀県東近江市）に入部する。2018年秋にはチームの主軸として3大会ぶりに第44回社会人野球日本選手権大会に出場。カナフレックス所属時代は滋賀県野球連盟と京都新聞社が選ぶ滋賀県社会人野球ベストナインに、2016年と2018年の2度、左翼手部門で選出された。カナフレックスでは「メンタルが鍛えられて、打てなくても感情を一定に維持できるようになった」と述べている。

### 斗山時代
2019年8月5日、水原KTウィズパークで開かれたトライアウトに参加し、同月26日に開かれたプロ野球新人2次ドラフトの全体99番目で斗山ベアーズから指名を受けた。在日3世のため、外国人選手登録ではない。在日僑胞選手のKBOリーグ球団への入団は、2011年の金村大裕（金大裕、元阪神→SK）以来で、NPB球団未経験者では2003年の山田真裕（金真裕、LGに2005年まで在籍）以来とされる。ただし、安田はドラフトを経由しているため、在外同胞選手枠ではない。
2020年は外野の控えとして68試合に出場し、10安打、3打点を記録。2021年は前年を上回る86試合に出場し、10安打、4打点をマークしたが、この年も控え選手止まりであった。
2022年は負傷した金仁泰の代役としてレギュラー右翼手に抜擢されるが、7月3日のKTウィズ戦でダイビングキャッチを試みた時にフェンスに激突して肩の靭帯を負傷し離脱した。最終的に前年より少ない76試合の出場ながら、打席には5倍以上多く立ち、71安打、20打点、打率.297を記録するなど成績を向上させていたが、夏場以降は感染症の濃厚接触者扱いによる戦線離脱や、チームの若手育成への方針転換によって出場機会が失われていた。さらに兵役問題を背景に、同年オフ、斗山に「1年だけプレーして帰らなければならない選手より、若い選手に機会を与えたほうがよい」と判断されて戦力外通告を受け、日本へ帰国した。

### ロッテ時代
2022年12月7日、ロッテ・ジャイアンツと2023年の選手契約を結んだ。在外韓国人の場合、韓国滞在が通算3年を超えると兵役が課されるため、KBOリーグでのプレーはこの年が最後になるのではないかと報じられていたが、2023年9・10月に開催するアジア競技大会の代表に選出されれば兵役免除の可能性もあるとの期待もあった。
2023年は主に1番打者として出場していたが、4月末より右肘が痛み始める。アジア競技大会代表選出の可能性にもかけて、痛みを我慢しつつ出場を続けていたが、痛みを抑える注射でかえって症状を悪化させてしまった。6月6日に右肘の遊離軟骨除去手術を受けることが発表されて戦線離脱し、9日に手術を受けた。リハビリに3か月を要する予想に反し、7月28日には二軍戦で実戦復帰し、30日の対KIAタイガース戦で一軍に復帰した。結局はアジア競技大会の代表には選出されなかったため、韓国球界での現役続行をする・しないにかかわらず、ロッテでのプレーは一旦終了となることから、10月11日のホーム最終戦では別れのラブソングである復活の「Never Ending Story」がファンによって大合唱される一幕があり、安田は涙をこぼした。
2023年シーズン終了後にロッテを自由契約となり、一時は現役続行のために軍への入隊前の身体検査を受ける意向も表明していたものの、結局は家庭の事情もあり、そのまま現役を引退した。

### 現役引退後
日本に戻り、小・中学生、社会人向けの実戦型野球塾「AG Academy」でバッティング指導を手掛けている。

## プレースタイル・人物
50メートル走6秒0、遠投115mで、打球を広く打ち分ける。
中学時代におごってしまい、高校時代に十分な練習を行わなかったことによって大学時代は投手の球に対応できなかったと述べている。
斗山ではまだ通訳が必要だが韓国語の勉強は続けており、漫画を読んで理解を進めていると報じられている。
2020年12月21日にアイドルグループ・アキシブprojectの元メンバー・宮谷優恵と入籍。2022年10月17日に第一子となる男児が誕生している。

## 詳細情報

### 年度別打撃成績
| 年 度     | 球 団     | 試 合 | 打 席 | 打 数 | 得 点 | 安 打 | 二 塁 打 | 三 塁 打 | 本 塁 打 | 塁 打 | 打 点 | 盗 塁 | 盗 塁 死 | 犠 打 | 犠 飛 | 四 球 | 敬 遠 | 死 球 | 三 振 | 併 殺 打 | 打 率 | 出 塁 率 | 長 打 率 | O P S |
| --------- | --------- | ----- | ----- | ----- | ----- | ----- | -------- | -------- | -------- | ----- | ----- | ----- | -------- | ----- | ----- | ----- | ----- | ----- | ----- | -------- | ----- | -------- | -------- | ----- |
| 2020      | 斗山      | 68    | 41    | 37    | 10    | 10    | 0        | 0        | 0        | 10    | 3     | 2     | 1        | 1     | 1     | 2     | 0     | 0     | 5     | 1        | .270  | .300     | .270     | .570  |
| 2021      | 斗山      | 86    | 46    | 41    | 17    | 10    | 0        | 1        | 0        | 12    | 4     | 3     | 0        | 2     | 0     | 3     | 0     | 0     | 3     | 0        | .244  | .295     | .293     | .588  |
| 2022      | 斗山      | 76    | 267   | 239   | 43    | 71    | 7        | 2        | 0        | 82    | 20    | 3     | 4        | 1     | 0     | 26    | 0     | 1     | 40    | 6        | .297  | .368     | .343     | .712  |
| 2023      | ロッテ    | 95    | 309   | 268   | 42    | 72    | 6        | 1        | 2        | 86    | 29    | 16    | 7        | 7     | 3     | 30    | 1     | 1     | 40    | 4        | .269  | .341     | .321     | .662  |
| 通算：4年 | 通算：4年 | 326   | 664   | 586   | 112   | 163   | 13       | 4        | 2        | 190   | 56    | 24    | 12       | 11    | 4     | 61    | 1     | 2     | 88    | 11       | .278  | .346     | .324     | .670  |

### 独立リーグでの打撃成績
| 年 度     | 球 団     | 試 合 | 打 数 | 得 点 | 安 打 | 二 塁 打 | 三 塁 打 | 本 塁 打 | 打 点 | 三 振 | 四 球 | 死 球 | 犠 打 | 犠 飛 | 盗 塁 | 併 殺 打 | 打 率 | 出 塁 率 | 長 打 率 | O P S |
| --------- | --------- | ----- | ----- | ----- | ----- | -------- | -------- | -------- | ----- | ----- | ----- | ----- | ----- | ----- | ----- | -------- | ----- | -------- | -------- | ----- |
| 2014      | 群馬      | 68    | 245   | 48    | 86    | 14       | 5        | 4        | 42    | 38    | 39    | 0     | 5     | 0     | 21    | 1        | .351  | .498     | .440     | .938  |
| 2015      | 武蔵      | 64    | 208   | 35    | 60    | 8        | 4        | 0        | 18    | 41    | 47    | 2     | 3     | 0     | 22    | 4        | .288  | .365     | .424     | .790  |
| 通算：2年 | 通算：2年 | 132   | 453   | 83    | 146   | 22       | 9        | 4        | 60    | 79    | 86    | 2     | 8     | 0     | 43    | 5        | .322  | .437     | .433     | .870  |

### 記録
KBO
- 初出場：2020年5月5日、対LGツインズ戦、9回表にホセ・ミゲル・フェルナンデスの代走で出場
- 初安打：2020年5月10日、対KTウィズ戦、5回裏に金敏洙（朝鮮語版）から投内野安打
- 初打点：2020年5月21日、対NCダイノス戦、9回裏に張現植（朝鮮語版）から遊撃ゴロの間に記録
- 初盗塁：2020年7月5日、対ハンファ・イーグルス戦、7回表に二盗（投手：金鍾守（朝鮮語版）、捕手：崔在勳（朝鮮語版））

### 背番号
- 8 （2014年 - 2015年、2022年）
- 00 （2020年）
- 23 （2020年 - 2021年）
- 0 （2023年）